# Базяково
Базяково (тат. Баҗа) — село в Алексеевском районе республики Татарстан. Входит в состав Войкинского сельского поселения.

## География
Село находится в 34 километрах к юго-западу от районного центра Алексеевское, расположено на реке Актай.
Базяково находится в часовой зоне МСК (московское время). Смещение применяемого времени относительно UTC составляет +3:00.

## История
Основано в середине XVII века.
До 1920 года входило в Николо-Пичкасскую волость Спасского уезда Казанской губернии, с 1920 года находилось в Спасском кантоне Татарской АССР. С 10 августа 1930 года находилось в Алексеевском, с 1 февраля 1963 года — в Чистопольском, с 4 марта 1964 года — в Алексеевском районе.

## Население
По состоянию на 2015 год население села составляло 187 человек.
| Численность населения |      |      |      |      |      |      |
| 1938                  | 1949 | 1958 | 1970 | 1979 | 1989 | 2002 |
| 270                   | 188  | 172  | 153  | 80   | 30   | 5    |